# Prosper-Lambert

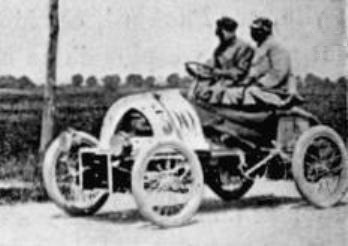
Prosper-Lambert 12 CV (1903 Paris-Madrid, Davaud #300)

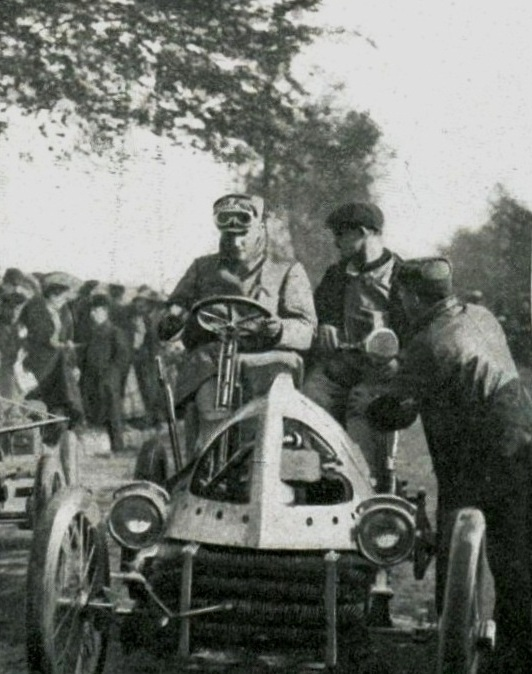
Prosper-Lambert 12 CV (1903 Paris-Madrid, Pagliano #299)

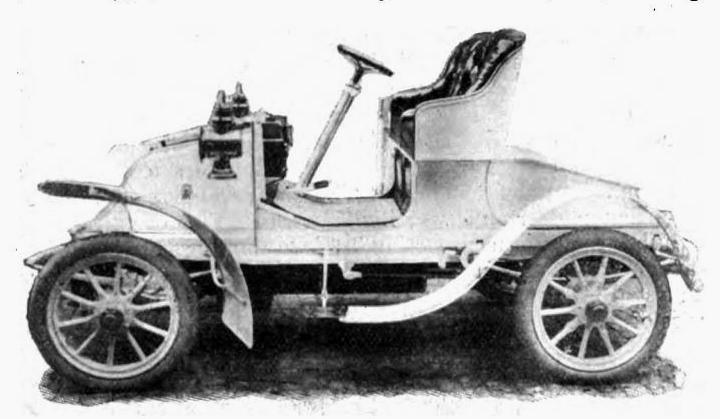
Prosper-Lambert 8 CV Two-seater (1904)

Die Société Prosper-Lambert war ein französischer Automobilhersteller.

## Unternehmensgeschichte
Das Unternehmen aus der Route de Cherbourg 18 in Nanterre begann 1901 mit der Produktion von Automobilen. Der Markenname lautete Prosper-Lambert. 1906 endete die Produktion. Im Januar 1907 übernahm Automobiles Jean Bart das Unternehmen.

## Fahrzeuge
Das erste Modell war mit einem Einzylindermotor von De Dion-Bouton mit 7 PS (5 kW) Leistung und Kardanantrieb ausgestattet. 1902 ergänzte ein Modell mit einem selbst entwickelten Zweizylindermotor und 12 PS (9 kW) Leistung das Sortiment, von dem vier Exemplare am Autorennen Paris-Madrid 1903 teilnahmen.
1903 wurde der 8 CV vorgestellt. Der Einzylindermotor (Bohrung × Hub: 110 mm × 120 mm) leistete nominal 8 PS (6 kW) bei 1300/min, maximal bis zu 10 PS (7,4 kW). Er hatte einen Schwimmervergaser und Hochspannungszündung. Die Kühlwasserpumpe wurde direkt von der Motorwelle angetrieben. Die Antriebsleistung wurde über ein Dreiganggetriebe (plus Rückwärtsgang) und eine Kardanwelle auf die Hinterachse übertragen. Ein Bremspedal betätigte eine Trommelbremse auf der Antriebswelle, Bremshebel wirkten auf die Trommelbremsen der Hinterräder. Der Wagen wog rund 12 cwt. (600 kg) und war 9 ft. 4" (2,85 m) lang. Er war mit Zweisitzer- oder Tonneau-Karosserie lieferbar.
1905 folgte ein Modell mit Vierzylindermotor und 16 PS (12 kW) Leistung. 1906 bestand das Angebot aus einem Einzylindermodell mit 9 PS, zwei Zweizylindermodellen mit 10 PS und 12 PS sowie zwei Vierzylindermodellen mit 16 PS und 30 PS (22 kW).